# وريد الفك العلوي
أوردة الفك العلوي (أوردة الفك العلوي الغائرة في المصادر القديمة) تتكون من جذع قصير يرافق الجزء الأول لشريان الفك العلوي.
تتكون الأوردة عن طريق احتشاد أوردة الضفيرة الجناحية، حيث تقوم للعبور للخلف بين الرباط الوتدي الفكي وعنق الفك السفلي، حيث تتحد مع الوريد الصدغي السطحي لتكوّن وريد خلف الفك السفلي.

## صور إضافية

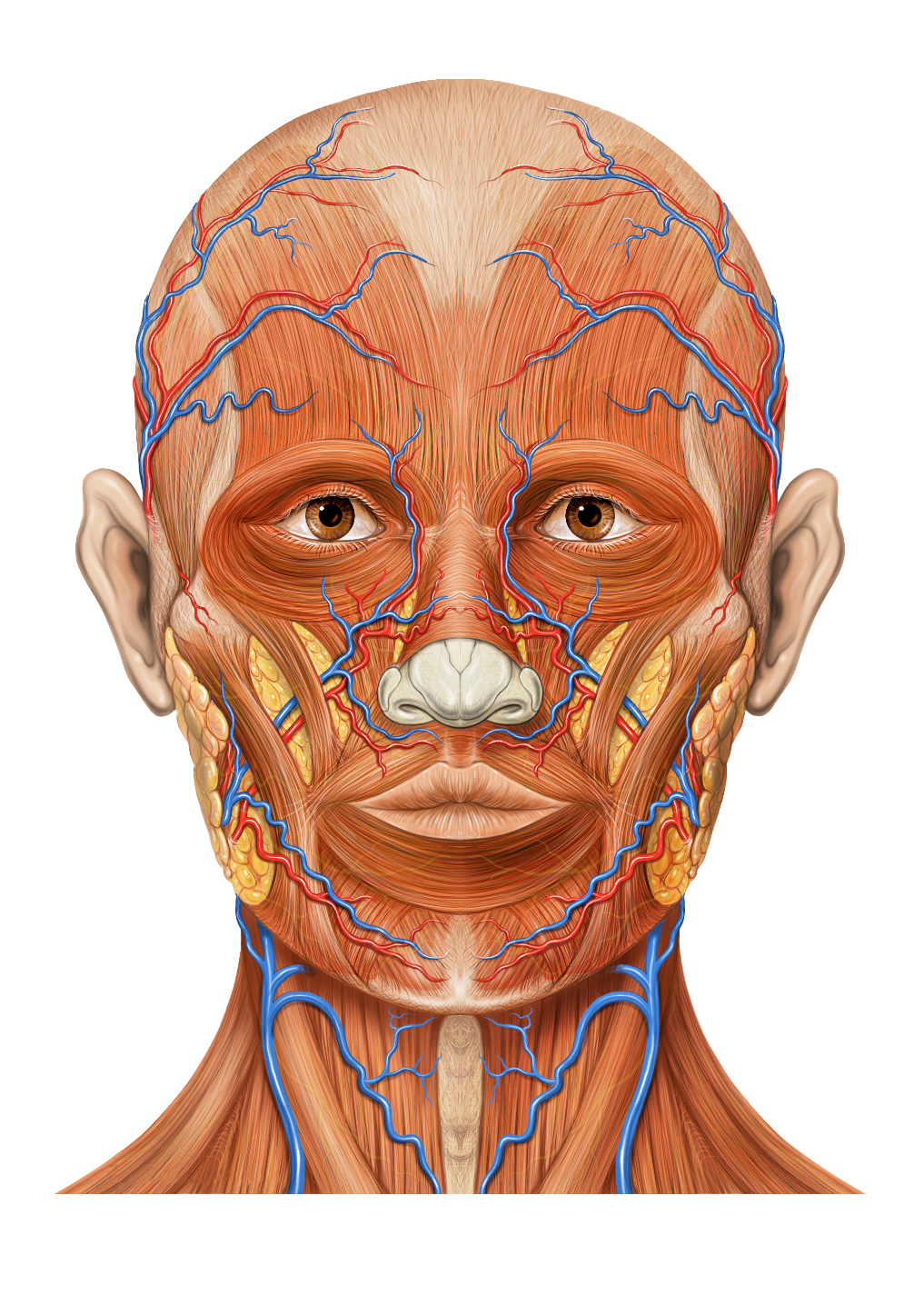
تشريح الرأس (مظهر أمامي)